# Імре Меч
Імре Меч (угор. Mécs Imre, 4 вересня 1933, Будапешт — 19 січня 2023) — угорський політик. Учасник антикомуністичної революції 1956 року. За це засуджений до довічного ув'язнення. Випущений в 1963 році, працював інженером-електриком. У 1988 році - один із засновників партії Альянс вільних демократів (SZDSZ). У період з 1990 по 2010 роки член парламенту (1990-2006 від SZDSZ, 2006-2010 від Угорської соціалістичної партії (MSZP)).

## Біографія
Народився у сім'ї лікаря та учительки. У 1951 році закінчив Середню школу Йожефа в Будапешті. У 1952 році поступив у Будапештський технологічний університет на факультет електротехніки.

### Участь у Революції 1956 року
Студентом брав участь у політичних дебатах гуртка Петефі, який згодом заборонили, через критику влади. У жовтні 1956 року взяв активну участь у революційних подіях. Організовував революційні рухи по заводах та в університеті. Після придушення повстання, служив у залишках повстанських груп.
У червні 1957 року заарештований. 22 травня 1958 року був визнаний винним у "змові з метою повалення керівництва Угорської Народної Республіки" та засуджений до смертої кари. Вирок був змінений на довічне ув'язнення в лютому 1959 року.

### Робітнича кар'єра
У березні 1963 року звільнений загальною амністією. Протягом трьох років, перебував під наглядом поліції. Влаштувався працювати інженером зв'язку у телекомунікаційному кооперативі до 1974 року. У 1974-75 роках працює контруктором у енергетичній компанії Elektrotechnikai Szövetkezet, з 1976 по 1983 роки - інженер-консультант компанії Óra és Műszer Szövetkezet, а в 1983-1990 - інженер-розробник у компанії "Ganz K. K.".

### Політична кар'єра
У 1988 році він став одним із засновників і представником Спілки вільних ініціатив, член-засновник Комітету історичної справедливості і Альянсу вільних демократів. Пройшов до парламенту на виборах 1990 року. Член Постійної комісії парламенту з оборони і Спеціального комітету з національної безпеки.
16 січня 1997 року отримав офіцерське звання французького ордену Почесного легіону.